# Edeltraud Danesch
Edeltraud Danesch (1922 - 1996) fue una botánica austríaca, destacada orquideóloga.

## Algunas publicaciones

### Libros
- edeltraud Danesch, othmar Danesch. 1994. Le monde fascinant de la flore alpine. Ed. Didier Richard. 317 p. ISBN 2703801467

- --------------------, -------------------. 1991. Österreich, ein Land der Seen. Ed. K. Müller. 239 p.

- --------------------, -------------------. 1987. Orchidées: comment identifier les 60 espèces sauvages de nos régions. Ed. Fernand Nathan. 78 p. ISBN 2092783254

- --------------------, -------------------, Elfie Schaller-Gehenn. 1986. Papillons: un livre de poche Silva pour la détermination de papillons, de chenilles et de chrysalides répandus et frappants. Ed. Silva. 179 p.

- --------------------, -------------------. 1985. Naturwunder Österreich. Ed. Pawlak. 240 p. ISBN 3881992251

- --------------------, -------------------. 1984. Die Orchideen der Schweiz (Las orquídeas de Suiza). Ed. Silva-Verlag. 174 p.

- --------------------, -------------------. 1983. Bezaubernde Orchidee. Natur : Quellen der Freude. Ed. AT. 80 p. ISBN 3855021848

- --------------------, -------------------. 1981. Faszinierende Welt der Alpenblumen. Ed. Ringier. 319 p. ISBN 3858591270

- --------------------, -------------------. 1977. Tiroler Orchideen. Ed. Verlagsanstalt Athesia. 149 p.

- --------------------. 1975. Orchideen. Volumen 114 de Hallwag Taschenbuch. Ilustró O.Danesch. Ed. Hallwag. 127 p. ISBN 3444501072

- --------------------, -------------------. 1972. Mitteleuropa. Volumen 1 de Orchideen Europas. Ed. Hallwag. 263 p. ISBN 3444100043

- --------------------. 1972. Orchideen Europas: Ophrys-Hybriden. Ilustró O.Danesch. Ed. Hallwag. 270 p.

- --------------------, -------------------. 1969. Alpenblumen. Ed. Rheingauer. 140 p. ISBN 3858591564

- --------------------. 1969. Orchideen Europas: Südeuropa. Ilustró O.Danesch. Ed. Hallwag. 256 p.

- --------------------. 1969. Orchideen Europas: Südeuropa, Volumen 2. Ilustró O.Danesch. Ed. Hallwag. 256 p.

- --------------------, tito Scolari, othmar Danesch. 1969. Flora alpina. Ed. Silva. 140 p.

- --------------------. 1968. Papillons de chez nous. Ilustró O.Danesch. Ed. Silva. 127 pp.

- othmar Danesch, edeltraud Danesch. 1962. Orchideen Europas: Mitteleuropa. Ed. Hallwag. 264 p.

- edeltraud Danesch, othmar Danesch. 1960. Tiere unter der Tropensonne: Tierleben in Brasilien. Ed. Büchergilde Gutenberg. 157 p.

- --------------------. 1959. Tiere im Litoral: Bericht aus dem brasilianischen Küstenland. Ilustró O.Danesch. Ed. Conzett + Huber. 86 p.
- La abreviatura «E.Danesch» se emplea para indicar a Edeltraud Danesch como autoridad en la descripción y clasificación científica de los vegetales.[1]